# Grace Bakari
Grace Bakari (* 27. April 1954) ist eine ehemalige ghanaische Leichtathletin, die sich auf den Sprint spezialisiert hat. 1979 wurde sie Afrikameisterin über 400 Meter sowie in der 4-mal-100- und 4-mal-400-Meter-Staffel. Zudem siegte sie 1978 bei den Afrikaspielen über 4-mal 400 Meter sowie 1973 über 4-mal 100 Meter.

## Sportliche Laufbahn
Erste internationale Erfahrungen sammelte Grace Bakari vermutlich im Jahr 1973, als sie bei den Afrikaspielen in Lagos in 55,63 s die Silbermedaille im 400-Meter-Lauf hinter der Kenianerin Tekla Chemabwai gewann. Zudem siegte sie mit der ghanaischen 4-mal-100-Meter-Staffel in 46,25 s gemeinsam mit Rose Asiedua, Josephine Ocran und Alice Annum. 1978 siegte sie mit der ghanaischen 4-mal-400-Meter-Staffel in 3:35,55 min gemeinsam mit Helena Opoku, Georgina Aidoo und Hannah Afriyie bei den Afrikaspielen in Algier. Anschließend schied sie bei den Commonwealth Games in Edmonton mit 54,17 s im Vorlauf über 400 Meter aus und belegte im Staffelbewerb in 3:37,12 min den fünften Platz. Im Jahr darauf wurde sie beim IAAF World Cup in Montreal in 44,83 s Siebte in der 4-mal-100-Meter-Staffel und gelangte auch mit der 4-mal-400-Meter-Staffel mit 3:36,24 min auf Rang sieben. Zudem siegte sie im selben Jahr bei den erstmals ausgetragenen Afrikameisterschaften in Dakar in 53,33 s über 400 Meter und in 45,63 s sowie 3:41,8 min auch in beiden Staffelbewerben. 1984 nahm sie im 800-Meter-Lauf an den Olympischen Sommerspielen in Los Angeles teil und schied dort mit 2:14,50 min in der ersten Runde aus und verpasste mit der 4-mal-400-Meter-Staffel mit 3:40,38 min den Finaleinzug. Im Jahr darauf gewann sie bei den Afrikameisterschaften in Kairo in 53,72 s die Bronzemedaille über 400 Meter hinter der Nigerianerin Kehinde Vaughan und ihrer Landsfrau Doris Wiredu.

## Persönliche Bestleistungen
- 400 Meter: 52,55 s, 9. April 1988 in Fresno